# Серхетлі
Серхетлі — населений пункт у Серхетабадському етрапі Марийського велаяту Туркменістану.

## Назва
Засноване як Олексіївський (на честь російського генерал-ад'ютанта Олексія Куропаткіна). У 1930-х перейменоване на Моргуновка на честь більшовика Моргунова. У 2009 надано назву Серхетли.

## Історія
Засновний в 1892 році переселенцями з Вовчанського повіту Харківської губернії. У 1910 році тут проживало 499 осіб. 
У 1917 році виникла українська громада .
У 1980-ті рр. збудовано військовий аеродром.

## Населення
Початково проживали українці,яка займались овочевництвом та садівництвом. У 1970 році створено радгосп Прикордонник». Відтоді у селі стали селитись туркмени.